# Danielle Trussoni
Danielle Trussoni (La Crosse, Wisconsin, 9. studenoga 1973.) američka je spisateljica i novinarka.

## Životopis
Daniellein prvi roman,  Falling through the Earth: A Memoir (2006.) bavi se razmišljanjima o njezinom ocu i njegovom iskustvu u Vijetnamskome ratu. Za ovaj je roman dobila Michener-Copernicus Society of America Award, a prestižni New York Times stavio ga je na popis 10 najboljih romana u 2006. godini.
U žanr ulazi romanom Angelologija, (Angelology, 2010.), u kojem spaja elemente kriminalističkog romana, alternativne povijesti, grčkih mitova i biblijskih motiva.  Roman je vrlo brzo postao uspješnica New York Timesa te je preveden na 32 jezika, među kojima i na hrvatski u izdanju Naklade Ljevak, a filmska kompanija Columbia Pictures otkupila je prava na ekranizaciju.
Nakon završetka romana strastvenu povjesničarku je oduševio istraživački rad te ispreplitanje povijesti i nadnaravnih fantastičnih elemenata pa je odlučila pretvoriti cijelu priču u trilogiju. Tako je krajem ožujka 2013., izašao drugi nastavak romana pod nazivom Angelopolis.
Danielle objavljuje priče u brojnim tjednicima i časopisima, primjerice: The New York Times Magazine, Telegraph Magazine, The New York Times Book Review.

## Nagrade i priznanja
- Michener-Copernicus Society of America Award, za roman Falling through the Earth: A Memoire
- Falling through the Earth: A Memoire izabran za jedan od deset najboljih romana u 2006. po izboru New York Timesa

## Vanjske poveznice

### Sestrinski projekti
|  | Zajednički poslužitelj ima još gradiva o temi Danielle Trussoni |

### Mrežna sjedišta
Napomena: Ovaj tekst ili jedan njegov dio preuzet je s internetskih stranica SFere ili SFeraKona. Vidi dopusnicu za Wikipediju na hrvatskome jeziku.